# 성모 아르메니아 성당

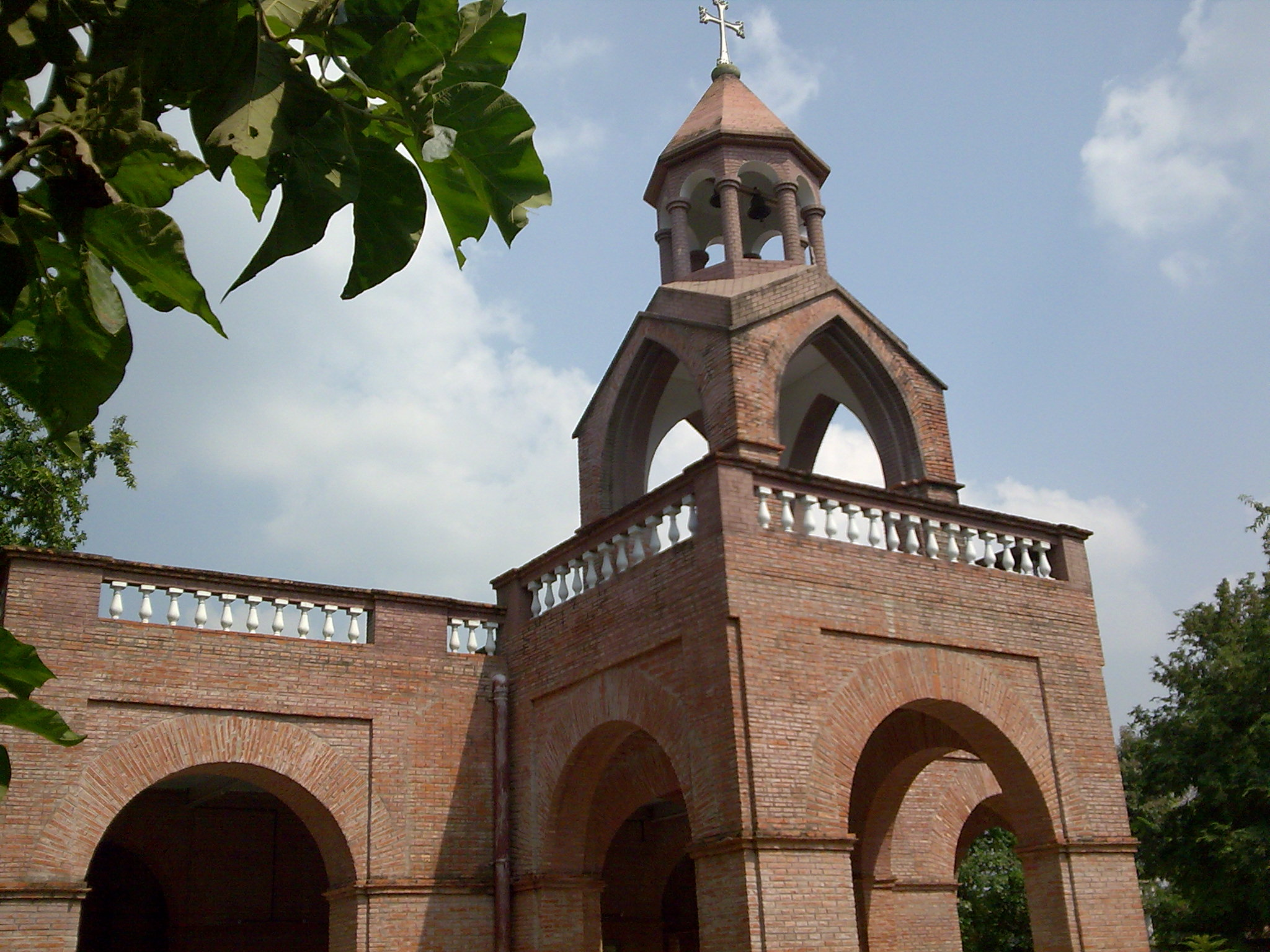

성모 아르메니아 성당(St. Mary Armenian Church)은 기독교의 한 교단인 아르메니아 사도교회 소속 성당으로 인도 서벵골주에 위치해 있다.

## 역사
성모 아르메니아 성당은 1757년~1758년 호자 페트로스 아라툰(Khoja Petros Arathoon)이 부모와 형제들을 추모하기 위해 건축하였다. 그는 당시 콜카타에 있는 아르메니아인 공동체의 수장이었다. 아르메니아 상인이자 아르메니아 자선 아카데미의 설립자인 마나타케 바르돈(Manatsaken Vardon)은 사이다바드에 살았다. 1827년 10월 13일 사망 후 그는 이 교회에 매장되었다.
이 교회는 1860년에 폐쇄되었다. 2006년 콜카타의 아르메니아 교회 공동체에 의해 개축되어 현재에 이른다.

## 같이 보기
- 아르메니아 사도교회